# برنارد جیمز
برنارد جیمز (انگلیسی: Bernard James؛ زادهٔ ۷ فوریهٔ ۱۹۸۵) بازیکن بسکتبال اهل ایالات متحده آمریکا است.
از باشگاه‌هایی که در آن بازی کرده‌است می‌توان به دالاس ماوریکس اشاره کرد.